# گیران ان‌داو
گیران ان‌داو (انگلیسی: Guirane N'Daw؛ زادهٔ ۲۴ آوریل ۱۹۸۴) بازیکن فوتبال اهل سنگال است.
از باشگاه‌هایی که در آن بازی کرده‌است می‌توان به ایپسویچ تاون، بیرمنگام سیتی، نانت، سوشو ، باشگاه فوتبال سن-اتین، و باشگاه فوتبال رئال ساراگوسا، باشگاه فوتبال آستراس تریپولی، متز، باشگاه فوتبال سن-اتین، و لن اشاره کرد.
وی همچنین در تیم‌های ملی فوتبال سنگال بازی کرده است.